# Muricea austera
Muricea austera is een zachte koraalsoort uit de familie Plexauridae. De koraalsoort komt uit het geslacht Muricea. Muricea austera werd in 1869 voor het eerst wetenschappelijk beschreven door Verrill. 